# Rhamnus integrifolia
Rhamnus integrifolia är en brakvedsväxtart som beskrevs av Dc.. Rhamnus integrifolia ingår i släktet getaplar, och familjen brakvedsväxter. Inga underarter finns listade i Catalogue of Life.